# 姫路発電所
姫路発電所（ひめじはつでんしょ）は、兵庫県姫路市飾磨区にある出光興産の太陽光発電所（メガソーラー）。

## 概要
- 2012年12月3日：出光興産が姫路市でメガソーラーを運転すると発表[1][2]。
- 2013年4月：建設工事着工。
- 2014年3月4日：営業運転開始[3]。旧兵庫製油所跡地を利用した21.7万平方メートルに建設されている[4][5]。関西電力に売電している[6][7]。

## 発電設備
- 発電出力：10MW
- 想定年間発電量：約1300万kWh、約3800世帯分に相当。